# Восковий вінок
Восковий вінок («парафіновий вінок», «весільний вінок») ― традиційна прикраса нареченої, що була поширена на Вінниччині з кінця ХІХ століття до кінця 80-х років ХХ століття. У 2020 році технологію виготовлення «воскових» вінків на Вінниччині внесено до Національного переліку нематеріальної культурної спадщини .

## Історія
В кінці ХІХ – на початку ХХ століття до українок з Західної Європи прийшла мода на воскові вінки, яка була звичною для вбрання наречених до 80-х років ХХ століття. Вінок з воску (парафіну) з "вельоном" був запозичений селянами-поляками в середині ХІХ ст. У кінці ХІХ – на початку ХХ ст. вельон з парафіновим вінком поширився не тільки в польських та польсько-українських селах, а й в переважній більшості українських сіл Східного Поділля. Наприкінці ХХ століття воскові вінки практично перестали використовуватись.

## Техніка
Для вінків використовували папір, парафін, дріт, обгортки від цукерок, фольгу, скляні намистини та дерев'яну стружку. Квіти та листочки виготовляють з паперу, потім воскують. Для виготовлення восковиць (бубляшок, бурульок, бомбляшок) парафін (чи компоновану майстринею суміш) кладуть в металеву ємність, розтоплюють. Кінчик обмотаного дроту загинають у петлю (деякі майстрині використовують прямий відрізок) почергово занурюють у розтоплений парафін і потім у чисту воду доти, доки на кінці основи не утвориться парафінова крапля. Основою вінка є відрізок грубого, обмотаного папером чи флористичною стрічкою дроту, згинаючи його у формі дуги. На дугу почергово накручують квіти, листочки, восковиці чи пучки восковиць у відповідному або бажаному порядку. Часто з боків вінка вздовж грудей звисають «берізки» чи «батіжки». Вінки робили дво-, три-, чотириярусні — чим вищий, тим багатший. Робили прикраси переважно місцеві майстрині, які були в кожному селі чи містечку.